# Frans Francken III

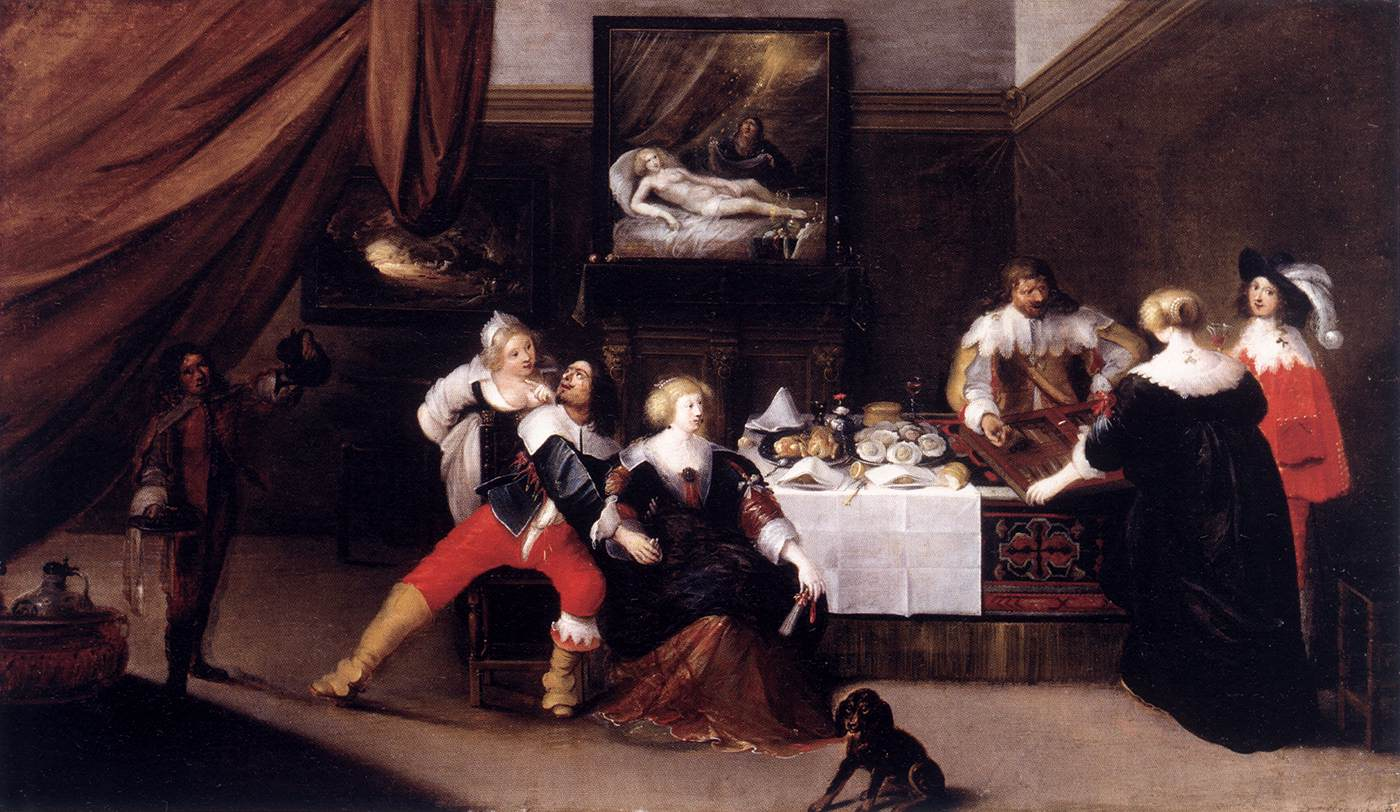
Escena de género, óleo sobre tabla, 40 x 68 cm, Salzburgo, Residenzgalerie.

Frans Francken III (Amberes, 1607-1667) fue un pintor barroco flamenco, el último miembro destacado de una extensa familia de artistas.
Hijo de Frans Francken el Joven y de Elisabeth Placquet, ingresó como maestro independiente en el gremio de San Lucas de Amberes en 1639 y llegó a ser su decano en 1655 y 1656. Aunque fue un pintor ecléctico, autor de pinturas de género y motivos religiosos, pero también de guirnaldas de flores, es conocido sobre todo por haber pintado las figuras de las perspectivas arquitectónicas de Pieter Neefs el Viejo y de sus hijos Pieter Neefs el Joven y Ludovicus Neefs, algunas de ellas conservadas en el Museo del Prado. 
Su pintura se confunde frecuentemente con la de su padre, de quien copió en ocasiones detalles concretos, aunque carente de su precisión y limpieza de trazo.